# Groupama Arena
El Groupama Arena es un estadio de fútbol ubicado en la ciudad de Budapest, Hungría. El estadio fue inaugurado el 10 de agosto de 2014, tiene capacidad para 22 000 espectadores sentados y en él disputa sus partidos como local el Ferencváros TC. Anteriormente fue conocido como Üllői úti stadion y Albert Flórián Stadion. El estadio reúne todos los requisitos de la UEFA y alberga el Fradi Múzeum, el museo del Ferencváros.

## Historia

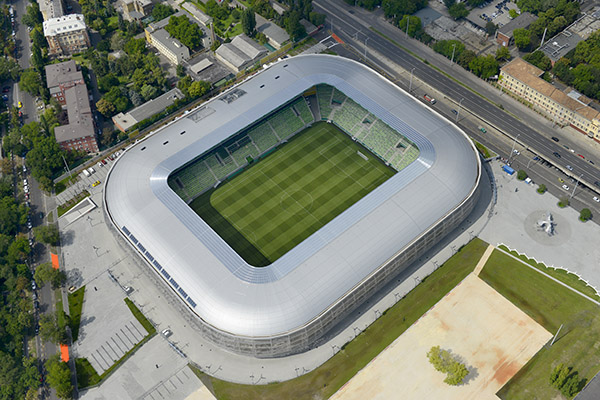
Imagen aérea del estadio.

El dueño del club en 2010, el inglés Kevin McCabe, anunció que tenía previsto reurbanizar la zona y mejorar el estadio para cumplir con los requisitos de la FIFA y la UEFA. El 26 de enero de ese mismo año fueron revelados los primeros planes para el nuevo estadio que sería construido en el mismo sitio donde se encuentra el actual. De acuerdo con ese plan, la construcción del estadio se esperaba que fuese terminado en 2012. El estadio fue diseñado para ser capaz de albergar 22 000 espectadores.
En 2012, la construcción del nuevo estadio se hizo realidad cuando Gábor Kubatov fue elegido presidente del club.
El 20 de marzo de 2013 se anunció que la licitación para la selección de la empresa constructora estaba cerrado y el ganador de la misma era Market építő Zrt. El costo de la construcción sería de 13 500 millones de florines húngaros. La finalización de la construcción del nuevo estadio fue anunciada para otoño de 2014.
El 18 de abril de 2014 se anunció que una estatua de tres metros de altura de la leyenda Ferencváros y Balón de Oro Flórián Albert se situaría en frente de la entrada principal. Sándor Kligl, escultor y artista, fue el autor de la estatua de bronce. El artista también dijo que vio jugar la leyenda Ferencváros en vivo y que valía la pena ir al estadio solo por él. El estadio también honró a László Kubala, cuyo nombre se situaría en una de las salas del recinto. Kubala jugó en el Ferencváros entre 1945-46 y anotó 33 goles en 50 partidos.

Finalmente el nombre escogido para el estadio fue Groupama Arena, después de que la compañía aseguradora francesa llegase a un acuerdo de patrocinio para el estadio. En mayo de 2014 se anunció que el partido de inauguración se disputaría el 10 de agosto de 2014 ante el Chelsea FC. El resultado fue de dos goles a uno para los ingleses y el primer gol anotado en el estadio fue obra de Zoltán Gera a los 17 minutos de juego. El 24 de agosto se disputó el primer partido oficial en el estadio entre el Ferencváros y el Nyíregyháza, correspondiente a la liga húngara. El Ferencváros venció 3-1 y el primer gol fue anotado por Attila Busai a los trece minutos.
La selección de Hungría disputó su primer partido en el Groupama Arena contra Irlanda del Norte el 7 de septiembre de 2014, en un partido de clasificación para la Eurocopa 2016.

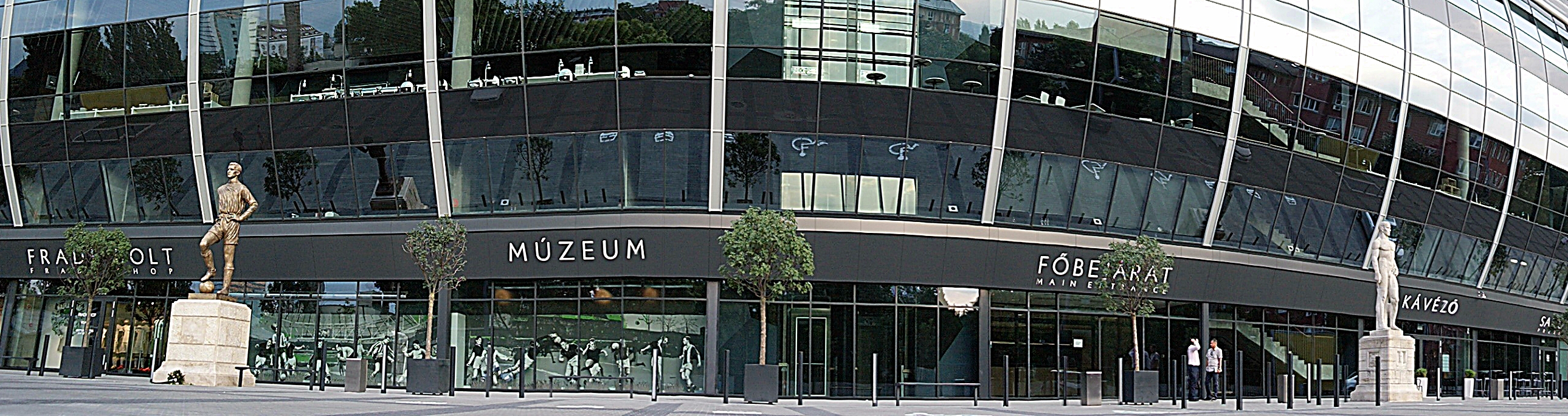
La entrada principal de la Groupama Arena, con la estatua de Flórián Albert (a la izquierda) y la estatua de Ferenc Springer (a la derecha).